# Daxi, Youyang
Daxi (kinesiska: 大溪) är en köping i sydvästra Kina. Den ligger i häradet Youyang i storstadsområdet Chongqing,  omkring 250 kilometer öster om det centrala stadsdistriktet Yuzhong. Antalet invånare är 13323. Befolkningen består av 6 613 kvinnor och 6 710 män. Barn under 15 år utgör 29,0 %, vuxna 15-64 år 61 %, och äldre över 65 år 9,0 %.